# Здравко Савановић
Здравко Савановић је српски параолимпијски спортски стрелац. Учествовао је на Летњим параолимпијским играма 2020. у стрељаштву, где је награђен сребрном медаљом у дисциплини мешовито 50 м пушком лежећи. Савановић је учествовао и на Летњим параолимпијским играма 2016. у стрељаштву.